# Heinrich von Eicken
Heinrich von Eicken (* 4. September 1846 in Ruhrort; † 22. November 1890 in Aurich) war ein deutscher Historiker und preußischer Staatsarchivar.

## Leben und Wirken
Heinrich von Eicken besuchte das Evangelisch Stiftische Gymnasium Gütersloh, wo er 1868 auch die Reifeprüfung ablegte. Anschließend studierte er zunächst Jura, dann Geschichte in Berlin, Heidelberg und Leipzig. Nach der Promotion an der Universität Zürich (1875) war er von 1876 bis 1878 zunächst als Archivar am preußischen Staatsarchiv Koblenz tätig, bevor er an das Staatsarchiv Düsseldorf wechselte. Dort wirkte er von 1878 bis 1885. Nach einer kurzen Anstellung beim Staatsarchiv Hannover (Juni 1885 – September 1886) wurde ihm 1886 die Leitung des 1872 gegründeten Staatsarchivs Aurich übertragen, die er bis zu seinem frühen Tod 1890 innehatte.
Von wissenschaftsgeschichtlicher Bedeutung ist das 1887 erschienene, sehr gelehrte Werk Geschichte und System der mittelalterlichen Weltanschauung. Von der Kirchen- und Theologiegeschichte ausgehend, zeichnet Eicken – in kritischer Perspektive – ein prägnantes Gesamtbild für alle Phasen der mittelalterlichen Geschichte und alle Lebensgebiete der mittelalterlichen Welt. Das Streben der katholischen Kirche nach Weltherrschaft und damit den politischen Grundkonflikt des Mittelalters (Verhältnis von Kirche und Staat) leitet er aus der „asketisch-übersinnlichen Idee“ und der ihr entsprechenden Weltverneinung des mittelalterlichen Katholizismus ab. Insofern erscheint das Ringen um Dominanz über die weltliche Autorität als praktische Umsetzung der theologisch-religiösen Lehre von der Wertlosigkeit aller irdischen Güter.

## Nachwirkungen
Eine literarische Nachwirkung von Eickens Buch findet sich in Thomas Manns Roman Der Zauberberg (1924). Vor allem in der Ausarbeitung der Gestalt Leo Naphtas, eines kommunistischen Jesuiten, hat Mann vielfach darauf zurückgegriffen.
Auch für Johan Huizingas epochales Werk "Der Herbst des Mittelalters" (1919) bildet die Studie einen wichtigen Anknüpfungs- und Bezugspunkt.

## Werke
- Der Kampf der Westgothen und Römer unter Alarich, Leipzig: Duncker & Humblot, 1876.
- Die Reichsarmee im siebenjährigen Krieg dargestellt am kurtrierischen Regiment. In: Preußische Jahrbücher. Bd. 41, 1878, S. 1–14, 113–135, 248–267.
- Die Legende von der Erwartung des Weltunterganges und der Wiederkehr Christi im Jahre 1000. In: Forschungen zur deutschen Geschichte 23, 1883, S. 302–318.
- Geschichte und System der mittelalterlichen Weltanschauung, Stuttgart, J. G. Cotta, 1887.
  - Geschichte und System der mittelalterlichen Weltanschauung. 2. Auflage: Stuttgart: Cotta, 1913 [Anastatischer Neudruck].
  - Geschichte und System der mittelalterlichen Weltanschauung. 3. Auflage: Stuttgart: Cotta, 1917.
  - Geschichte und System der mittelalterlichen Weltanschauung. 4. Auflage. Mit Register von Hugo Preller, Stuttgart: Cotta, 1923.
  - Geschichte und System der mittelalterlichen Weltanschauung. Neudruck der Ausgabe Stuttgart 1923, Aalen: Scientia Verlag, 1964.